# クルネーガラ県
クルネーガラ県（クルネーガラけん、シンハラ語: කුරුණෑගල දිස්ත්‍රික්කය、タミル語: குருனகல் மாவட்டம்、英語: Kurunegala District）は、スリランカの北西部州に属する県。面積4,816km²。

## 地理
クルネーガラ県はスリランカ北西寄りの内陸部にあり、北西部州2県の中で東側に位置する。西でプッタラム県、南西で西部州ガンパハ県、南でサバラガムワ州ケーガッラ県、南東で中部州キャンディ県、東でマータレー県、北東で北中部州アヌラーダプラ県と接する。県庁所在地であるクルネーガラは、県南東の標高100m程度の平野部に位置している。

### 主要な都市及び町
- クルネーガラ - Municipal Council
- クリヤピティヤ（英語版） - Urban Council